# Bahnhof Wallmerod
Der Bahnhof Wallmerod (Westerw) ist der Bahnhof in Wallmerod, einem Grundzentrum der Verbandsgemeinde Wallmerod im Westerwaldkreis in Rheinland-Pfalz.

## Geschichte
Der Bahnhof ging gemeinsam mit dem Streckenabschnitt Montabaur–Westerburg der Westerwaldquerbahn am 1. Juni 1910 in Betrieb. Bis heute wird er im Güterverkehr genutzt.
Im Winterfahrplan 1976/77 verkehrten zwischen Montabaur und Westerburg an Werktagen sieben Triebwagenzüge, in der Gegenrichtung nur sechs. An Samstagen ab 14 Uhr und an Sonn- und Feiertagen herrschte Betriebsruhe. Der Personenverkehr wurde am 31. Mai 1981 eingestellt.
Am 18. September 2005 wurde durch die Interessengemeinschaft Westerwaldquerbahn e. V. die erste Sonderfahrt mit Schienenbussen des Types VT 98, gemietet von den Oberhessischen Eisenbahnfreunden (OEF e. V.), auf der Strecke durchgeführt, welche im Bahnhof Wallmerod von Montabaur aus kommend endete. Die Fahrten wurden 2006, 2007 und 2010 wiederholt.
Bis zur Inbetriebnahme des Bahnhofs Wallmerod trug der Bahnhof Steinefrenz an der Unterwesterwaldbahn den Namen Wallmerod.
Ein Bahntrassenradweg verläuft vom Bahnhof Wallmerod aus in Richtung  Westerburg auf der ehemaligen Trasse.

## Lage
Der Bahnhof Wallmerod befindet sich außerhalb des Hauptortes im Siedlungsgebiet „Bahnhof Wallmerod“ zwischen Wallmerod und Herschbach an der Bundesstraße 8.
Das Bahnhofsgebäude befindet sich in Privatbesitz.